# Freddy Willockx

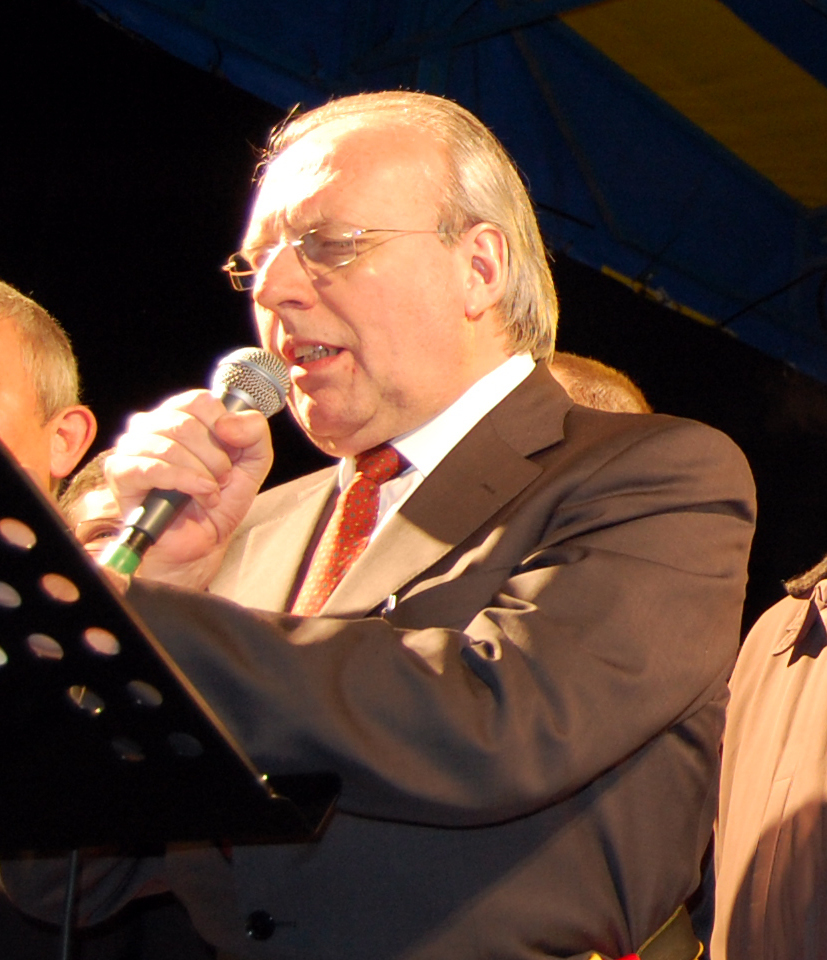
Freddy Willockx, 2007

Frederik „Freddy“ A. A. Willockx (* 2. September 1947 in Sint-Niklaas, Ostflandern, Belgien; † 15. Juni 2024) war ein belgischer Politiker der Socialistische Partij Anders (sp.a).

## Biografie
Nach dem Schulbesuch studierte er Wirtschaftswissenschaft an der Universität Gent und war nach Beendigung des Studiums dort Wissenschaftlicher Assistent des Professors für Ökonomie, Marcel-Alfons-Gilbert van Meerhaeghe. 
Willockx begann seine politische Laufbahn 1971 mit der Wahl zum Mitglied des Gemeinderats von Sint-Niklaas. 1973 gab er die akademische Laufbahn auf und wurde stattdessen Attaché im Kabinett des damaligen Wirtschaftsministers Willy Claes. Nachdem er bereits 1974 Schöffe (Beigeordneter) von Sint-Niklaas wurde, schied er aus dem Stab von Willy Claes aus und wurde außerdem Allgemeiner Sekretär des Allgemeinen Belgischen Gewerkschaftsverbandes (ABVV) in Sint Niklaas-Dendermonde. Danach wurde er 1977 Stellvertretender Nationalsekretär der Sozialistischen Partei.
1979 wurde er erstmals zum Mitglied der Abgeordnetenkammer gewählt und gehörte dieser bis 1984 an. 
1980 wurde er von Premierminister Wilfried Martens zum Staatssekretär im Finanzministerium ernannt und war dann nach einer Kabinettsumbildung von 1980 bis zum Ende von Martens Amtszeit am 6. April 1981 Minister für Post, Telegrafen- und Telefonwesen (PTT).
Das Amt des Ministers für Post, Telegrafen- und Telefonwesen übte er von Mai 1988 bis Januar 1989 auch in der siebten Regierung Martens aus. Im Anschluss war er zwischen 1989 und 1994 auch erstmals Bürgermeister seiner Geburtsstadt Sint-Niklaas.
Im März 1992 berief ihn Premierminister Jean-Luc Dehaene zugleich zum Minister für Pensionen in sein erstes Kabinett. Diesem gehörte er bis zum 18. Juli 1994 an als er Mitglied des 4. Europäischen Parlamentes wurde.
Nach seinem Ausscheiden aus dem Europäischen Parlament wurde er 1999 erneut zum Mitglied der Abgeordnetenkammer gewählt und vertrat dort seitdem die Interessen der Socialistische Partij Anders.
Im Juli 1999 ernannte ihn der neue Premierminister Guy Verhofstadt zum Regierungskommissar in dessen erster Regierung. Als solcher war er dem Minister für Soziales und Pensionen Frank Vandenbroucke beigeordnet und mit der Dioxin-Problematik beauftragt.
Nach seinem Ausscheiden aus der Regierung im Januar 2001 wurde er wieder Bürgermeister von Sint-Niklaas und hatte dieses Amt bis 2010 inne.
Für seine politischen Verdienste wurde ihm am 28. Januar 2002 der Ehrentitel eines Staatsministers verliehen und damit zugleich die Mitgliedschaft im Kronrat.
Willockx, dem am 9. Juni 1999 das Großkreuz des Kronenordens verliehen wurde, verfasste nach seinem Rücktritt als Bürgermeister von Sint-Niklaas 2010 seine Memoiren unter dem Titel Hier klopt mijn hart.